# Скалистая
Скалистая (до 1972 года — Чанти́нза) — гора на юге Приморского края России. Одна из двух основных вершин горно-увалистой системы к востоку от Ливадийского хребта горной системы Сихотэ-Алинь.
Чантинза — китайское название: от «чань» — высокая гора, «дин» — вершина, «цзы» — суффикс, то есть Вершина высокой горы. Прежде была также известна под названиями Цан-Дынза, Цань-Динза, гора Лысая. 26 марта 1973 года, в ходе переименования китайских географических объектов в Приморском крае, Главным управлением геодезии и картографии при Совете министров СССР гора Чантинза была переименована в гору Скалистая. Современное неофициальное название — Читинза.
Горный инженер Д. Л. Иванов в 1891 году, описывая местность в районе будущего Сучанского рудника, упоминал об «остром гребне гор» на водоразделе с притоками Уссурийского залива. С 29 сентября 1988 года гора Скалистая — памятник природы Приморского края.

## География
Скалистая и соседняя с ней горная вершина Смольная (1248,7 м) образуют изометричную в плане горно-увалистую систему, которая отделена от расположенного западнее Ливадийского хребта седловиной — перевалом высотою 518 метров между рекой Литовкой и ручьём Правый Лесопильный. От упомянутой безымянной вершины в сторону Лозового хребта проходит понижающийся хребет, который служит водоразделом между р. Ворошиловка и истоками р. Новорудная.
Гора Скалистая наряду с горами Смольная (1248 м) и Россыпи (1042 м) являются отдельными массивами изометричного хребта Скалистого. Хребет Скалистый, в свою очередь, наряду с двумя другими субпараллельными хребтами — Ливадийским и Большой Воробей геологически образуют Ливадийский горст. Хребты Скалистый и Ливадийский отделены друг от друга широкой долиной реки Литовки.
У подножия горы произрастают дубово-грабовые леса с вьющимися растениями: лимонник китайский, виноград амурский, актинидия коломикта, ломонос прямой, диоскорея ниппонская, борец Щукина. До высоты 400—500 метров находится пояс кедрово-широколиственный лесов с лианами. От 500 до 650 метров располагаются каменистые россыпи, на которых растёт рябина, брусника, рододендрон, бадан тихоокеанский. От 650 до 1000 метров — тёмно-хвойная елово-пихтовая тайга с микробиотой перекрёстно-парной, клинтонией удской. Седловина покрыта микробиотой и осоковыми травами.

## Подъём на вершину
Восхождение на гору требует от туристов большой физической подготовки. Подъём изобилует скалами. Существует не менее шести маршрутов восхождения на вершину. Добраться до горы можно из Партизанска, со стороны железнодорожных платформ Красноармейский, 98-й километр и Тигровый. Самый посещаемый маршрут проходит со стороны Красноармейского через посёлок Ручьи. Маршруты к подножию горы составляют около пяти километров, подъём от подножия на вершину — около четырёх километров. Из Партизанска на машине можно доехать по лесной дороге почти до подножия: с полянки тропы выходят на левый и правый хребты. Маршрут по правому хребту проходит через водопады и намного длиннее. По левому хребту — более лёгкий маршрут: при подъёме встречаются две «видовые площадки» — первая примерно в 700 метрах от подножия, а вторая почти на вершине. Подъём по этому маршруту занимает около трёх часов. С вершины открывается вид на Партизанск, Находку и залив Восток.